# Емілі (фільм, 2022)
«Емілі» — це біографічна драма 2022 року, написана та знята Френсіс О'Коннор у її режисерському дебюті. У ній зображено коротке життя англійської письменниці Емілі Бронте, яку зіграла Емма Маккі. Фінн Вайтгед, Олівер Джексон-Коен, Александра Доулінг, Адріан Данбар, Амелія Гетінг і Джемма Джонс також з'являються в ролях другого плану.
Прем'єра фільму "Емілі " відбулася на Міжнародному кінофестивалі в Торонто 2022 року, а потім була показана у Великій Британії компанією Warner Bros. 14 жовтня 2022 року.

## Сюжет
Фільм розповідає про коротке життя англійської письменниці Емілі Бронте, однієї з сестер Бронте, до того, як вона написала «Буремний перевал».

## Акторський склад
- Емма Маккі в ролі Емілі Бронте
- Фінн Вайтгед у ролі Бренвелла Бронте
- Олівер Джексон-Коен у ролі Вільяма Вейтмана
- Александра Доулінг — Шарлотта Бронте
- Амелія Гетінг — Енн Бронте
- Адріан Данбар
- Джемма Джонс

## Виробництво
Фільм було оголошено в травні 2020 року, головну роль мала зіграти Емма Маккі. Сценаристом і режисером фільму була Френсіс О'Коннор. У квітні 2021 року, а до акторського складу приєдналися Олівер Джексон-Коен, Александра Даулінг, Амелія Гетінг, Джемма Джонс і Адріан Данбар. Зйомки почалися в Йоркширі 16 квітня 2021 року і завершилися 26 травня.

## Випуск
Світова прем'єра «Емілі» відбулася 9 вересня 2022 року в рамках конкурсу Platform Prize на Міжнародному кінофестивалі в Торонто 2022. У травні 2022 року було оголошено, що Bleecker Street придбала права на розповсюдження фільму в США з виходом у 2023.